# Inverclyde and Renfrewshire West (circonscription du Parlement britannique)
Circonscription parlementaire de la Chambre des communes
Inverclyde and Renfrewshire West est une circonscription électorale de la Chambre des communes du Royaume-Uni.
Créée lors du redécoupage de 2023, elle est située dans l'ouest de l'Écosse.

## Description
Comme son nom l'indique, la circonscription couvre l'Inverclyde et l'ouest du Renfrewshire.

## Définition légale
La circonscription est légalement définie comme comprenant les wards suivants :
- dans l'Inverclyde, les wards Inverclyde East, Inverclyde East Central, Inverclyde Central, Inverclyde North, Inverclyde South West, Inverclyde South de la circonscription d'Inverclyde ;
- dans le Renfrewshire, le village de Bridge of Weir, faisant partie du ward de Bishopton, Bridge of Weir and Langbank, les villages de Houston et de Crosslee, faisant partie du ward Houston, Crosslee and Linwood de la circonscription de Paisley and Renfrewshire South[1].

## Députés
| Élection | Député           | Parti | Parti              |
| -------- | ---------------- | ----- | ------------------ |
| 2024     | Martin McCluskey |       | Parti travailliste |

## Résultats électoraux

### Années 2020
| Parti         | Parti                                   | Candidat            | Vote   | Vote | Vote |
| Parti         | Parti                                   | Candidat            | Voix   | %    | ±    |
| ------------- | --------------------------------------- | ------------------- | ------ | ---- | ---- |
|               | Parti travailliste                      | Seamus Logan        | 18 931 | 46,9 | 18,7 |
|               | SNP                                     | Ronnie Cowan        | 12 560 | 31,1 | 16,4 |
|               | Parti conservateur                      | Ted Runciman        | 2 863  | 7,1  | 10,8 |
|               | Reform UK                               | Simon Moorehead     | 2 476  | 6,1  | 6,1  |
|               | Libéraux-démocrates                     | Ross Stalker        | 1 259  | 3,1  | 3,3  |
|               | Green                                   | Iain Hamilton       | 1 173  | 2,9  | 2,9  |
|               | Alba                                    | Christopher McEleny | 723    | 1,8  | 1,8  |
|               | Indépendant                             | John Burleigh       | 365    | 0,9  | 0,9  |
| Majorité      | Majorité                                | Majorité            | 6 371  | 15,8 | —    |
| Participation | Participation                           | Participation       | 40 350 | 57,5 | 8,3  |
|               | Le Parti travailliste emporte le siège. |                     |        |      |      |